# Dien Del
Dien Del (15 tháng 5 năm 1932 – 13 tháng 2 năm 2013) là tướng lĩnh Campuchia, từng chỉ huy những cuộc hành quân tham chiến trong chiến tranh Việt Nam tại Campuchia và cuộc nội chiến Campuchia, ban đầu là một vị tướng trong quân đội Cộng hòa Khmer (1970 – 1975) và sau đó là lãnh đạo lực lượng du kích Mặt trận Giải phóng Dân tộc Nhân dân Khmer (KPNLF) chiến đấu chống lại sự chiếm đóng của Việt Nam (1979 – 1992).

## Tiểu sử

### Binh nghiệp
Dien Del sinh ra trong một gia đình dân tộc thiểu số Khmer Krom vào năm 1932 tại Sóc Trăng, Việt Nam. Từ năm 1946 đến 1952, ông theo học tại trường Lycée Sisowath ở Phnôm Pênh, sau đó gia nhập quân đội thuộc địa Pháp ở Campuchia. Từ năm 1953 đến 1956, ông giữ chức đại đội trưởng Tiểu đoàn 6 đóng tại Kampong Speu. Ông đến Phnôm Pênh vào năm 1957 và là thành viên của Phòng G-1 Sở chỉ huy Lực lượng Vũ trang Hoàng gia Khmer (FARK).
Từ năm 1959 đến 1960, ông vào học Trường Quân chính Pháp tại Montpelier, Pháp. Ông trở lại Campuchia vào năm 1961 và được giao chức Phó trưởng phòng G-1 Sở chỉ huy Quân lực Hoàng gia Khmer. Năm 1962, ông gia nhập Bộ Tổng tham mưu Quân lực Hoàng gia Khmer và được thăng cấp thiếu tá kiêm tiểu đoàn trưởng Tiểu đoàn 24 Xung kích vào năm 1964.

### Cộng hòa Khmer
Năm 1970, ông được thăng cấp trung tá trong Quân lực Quốc gia Khmer (FANK) và giữ chức lữ đoàn trưởng Lữ đoàn 2 ở Prey Sar gần Phnôm Pênh. Cũng trong thời gian này, ông đã tham gia vào cuộc di tản của lực lượng Campuchia từ các vị trí dọc theo quốc Lộ 19 tại Việt Nam với sự giúp đỡ của quân đội Mỹ. Năm 1971, ông được nâng lên cấp bậc đại tá trong Bộ Tư lệnh Liên đoàn 2. bao gồm Lữ đoàn số 2 và hai lữ đoàn khác.  Đơn vị của ông đã tham gia vào chiến dịch Chenla II đầy thảm khốc, một nỗ lực nhằm khai thông tuyến quốc lộ 6 tại tỉnh Kampong Thom vào năm 1971. Sau này ông đã được gửi đến học tại  Bộ Tư lệnh tối cao Quân lực Việt Nam Cộng hòa tại Sài Gòn. Ông trở lại Campuchia vào tháng Giêng năm 1972 và được thăng cấp chuẩn tướng trong Bộ Tư lệnh Sư đoàn 2. Tháng 5 năm 1974, ông được bổ nhiệm làm Tỉnh trưởng và Tư lệnh Địa phương quân tỉnh Kandal.
Trong suốt những tháng đầu năm 1975, ông giám sát việc phòng thủ Phnôm Pênh và đài Radio của Khmer Đỏ tưởng thuật rằng vào ngày 20 tháng 2 ông đã "bị thương nặng" trong khi chiến đấu tại Dei Eth. Vào tháng 4, phụ trách việc phòng thủ cầu Monivong, lối vào chính vào Phnôm Pênh qua sông Bassac. Khi lực lượng Khmer Đỏ tiến vào thành phố vào ngày 17 tháng 4, ông đã bay trên chiếc trực thăng cuối cùng đến căn cứ không quân Utapao ở Thái Lan. Ông bị giam giữ trong một trại tị nạn cho đến tháng 5 năm 1975, về sau được thả và sang định cư tại Mỹ ở Alexandria, Virginia với vợ và con cái.

### Lãnh đạo KPNLF
Tháng 5 năm 1977, ông đã bay đến Paris và giúp đỡ tổ chức một nhóm chính trị hợp tác với các lực lượng kháng chiến không cộng sản dưới quyền cựu Thủ tướng Son Sann. Ngày 1 tháng 2 năm 1979, Dien Del bay đến Thái Lan thành lập Lực lượng Vũ Trang Giải phóng Dân tộc Nhân dân Khmer (KPNLAF). Nguon Pythoureth quyết định đi từ trại này sang trại khác thuyết phục các nhà lãnh đạo địa phương về sự cần thiết của việc thống nhất. Đến giữa năm 1979, KPNLAF bao gồm khoảng 1600 quân. Ngày 9 tháng 10 năm 1979, nhóm này sẽ trở thành Mặt trận Giải phóng Dân tộc Nhân dân Khmer (KPNLF) dưới quyền Son Sann và Tướng Dien Del được bổ nhiệm làm trưởng Bộ Tổng tham mưu.  

### Phong trào kháng chiến
Vào tháng 1 năm 1981, Tướng Dien Del thành lập một chương trình đào tạo sĩ quan tại trại tị nạn Ban Sangae.  Ngay sau khi Tướng Sak Sutsakhan từ Mỹ về Thái Lan. Từng là cựu Bộ trưởng Bộ Quốc phòng dưới thời Sihanouk và quyền Tổng thống Cộng hòa Khmer trong những ngày cuối cùng nổi tiếng vì tính quyết đoán và liêm khiết thêm vào tính hợp pháp của KPNLF.

### Xung đột nội bộ KPNLF
Trong cuộc tấn công mùa khô của Việt Nam diễn ra từ năm 1984 – 1985, KPNLF báo cáo bị mất gần 1/3 lực lượng từ 12.000 đến 15.000 quân trong trận chiến và thông qua đào ngũ. Sự thất bại này được đổ lỗi cho Son Sann vì lấy cớ can thiệp trong các vấn đề quân sự (đặc biệt là miễn cưỡng hợp tác với các lực lượng của Sihanouk), làm trầm trọng xung đột thêm lâu dài trong nội bộ KPNLF. Tháng 12 năm 1985, một số nhà lãnh đạo KPNLF đã công bố thành lập Ủy ban lâm thời cứu tế Trung ương sẽ trở thành cơ quan điều hành mới của KPNLF. Các thành viên chủ chốt của nhóm bao gồm Tướng Sak Sutsakhan, Tướng Dien Del, Abdul Gaffar Peang Meth, Hing Kunthon và cựu Thủ tướng Huy Kanthoul.
Son Sann phản đối với sự hình thành của một Ủy ban Bộ Tư lệnh quân sự mới dưới quyền Tướng Prum Vith. Ông cho biết rằng Tướng Sak sẽ vẫn là Tổng tư lệnh của Bộ Chỉ huy Liên quân thành lập vào tháng 1 năm 1986 được tin là nhằm nhân nhượng với các nhóm bất đồng chính kiến. Theo sự thỏa hiệp đã làm việc thông qua một bên thứ ba, Tướng Sak đã giành lại sự kiểm soát lực lượng vũ trang vào tháng 3 năm 1986. Đến tháng 7, Tướng Dien lui về tạm thời trong một thiền viện.
Sau khi rũ bỏ áo sư tăng vào cuối năm 1986, Tướng Dien tiếp tục giữ chức Phó Tổng tư lệnh chỉ đạo các cuộc hành quân chiến đấu chống lại Việt Nam cho đến khi họ chính thức rút khỏi Campuchia vào năm 1989. Tướng Dien chủ trì giải ngũ lực lượng vũ trang KPNLF vào tháng 2 năm 1992, sau đó ông trở về Campuchia tham gia hoạt động chính trị mới.

### Vương quốc Campuchia tái lập
Năm 1994, ông được bổ nhiệm Tổng Thanh tra Bộ Tổng tham mưu Lực lượng Vũ trang Hoàng gia và đến năm 1998, ông được bầu vào Hội đồng Lập pháp Quốc gia trong vai trò là thành viên của FUNCINPEC. Vào năm 2000, Dien Del trở thành chủ tịch Ủy ban Nội vụ, Quốc phòng, Điều tra và Giám sát của Quốc hội. Ông tiếp tục đóng một vai trò nổi bật như là cố vấn cho Chính phủ Campuchia hiện nay.   

## Nhận xét
Là một sĩ quan và một nhà lãnh đạo, Tướng Dien rất được sự kính trọng từ cấp trên, đồng nghiệp và thuộc cấp và các nhà quan sát khác. Nhà báo Henry Kamm và Jon Swain đã tận mắt chứng kiến ông trong các trận chiến đấu nhiều lần và ngưỡng mộ phong thái kiểm soát bình tĩnh: "Tướng Dien Del, có lẽ là vị tướng giỏi nhất trong quân đội, một người đàn ông với niềm vui vẻ lấp lánh trong ánh mắt... cái nhìn oai vệ trong bộ đồ rằn ri cùng khẩu súng lục ở bên hông và nói rằng ông sẽ chiến đấu đến người cuối cùng. Cựu đại tá Lực lượng đặc biệt Jim Morris đã phát hiện ra ông là một chiến lược gia có hiểu biết khi quan sát các cuộc hành quân của Tướng Dien trong các cuộc tấn công của Việt Nam năm 1985: "Dien Del sử dụng các đơn vị lực lượng chính của mình một cách khôn ngoan để bảo vệ các khu định cư KPNLF."